# ۰-۱۰-۰
۰-۱۰-۰ (انگلیسی: 0-10-0)
۰-۱۰-۰ یک لوکوموتیو بخار با چرخ‌های منظم است. ۰-۱۰-۰ ساخت کشور بریتانیا می‌باشد. این مدل لوکوموتیو با سیستم دکاپاد با یک زیر مدل با نام ۲-۱۰-۰
و نیز زیر مدل‌های دیگری از این نوع لوکوموتیو وجود دارند که در ایالات متحده آمریکا طراحی و ساخته شده‌اند. این مدل لوکوموتیو توسط ریبون ولز در سال ۱۸۶۸ طراحی و ساخته شده است. 

## استفاده
در سال ۱۸۹۹، کارل گولسدورف یک نمونه مشهور با نام ۱۸۰٫۰۰ برای استرالیا را برای راه آهن ایالتی وارد کرد. ۰-۱۰-۰ برای مناطق کوهستانی استفاده نمی‌شود.

## در کانادا
سه ۰-۱۰-۰ لوکوموتیو برای استفاده شدن در راه آهن پاسیفیک کانادا ساخته شدند.